# Eliozeta pellucens
Eliozeta pellucens là một loài ruồi trong họ Tachinidae.